# システム免疫学
システム免疫学 (英語: systems immunology)はシステム生物学の傘下にある比較的新しい研究分野である。免疫系について、その要素や構成員が免疫機能の異なるシステム階層にどのように関わっているか研究することを目的とする。
免疫系はこれまで、その構成要素と機能に関する還元主義的手法が功を奏し、徹底的に解析されてきた。しかし免疫系が総体として機能する原理については、免疫系の個々の構成部分を分離してその性質を研究しても容易には予測できない。それはそうした原理が、これら無数の構成要素の相互作用に依存しかつ起因するからである。 システム免疫学とは免疫系の構造と機能の統一された理解のための、従来とは異なる研究手法を代表するものであり、複雑系理論、 ハイスループット技術、ならびに数学的・計算的手法に基いている。